# 우페나우
우페나우(Ufenau)는 프라이엔바흐(0.9km 거리)와 라퍼스빌(2.5km 거리) 사이에 있는 스위스 취리히 호수의 뤼첼라우(Lützelau) 섬과 함께 위치한 섬이다. 우페나우의 하이라이트는 성 베드로와 바울 교회, 성 마르틴의 예배당, 프라우엔빈켈 보호 지역에 있는 우페나우의 목가적인 풍경을 포함한다.

## 지리
우페나우는 슈비츠주의 회페 지구에 있다. 섬의 크기는 모두 112,645㎡, 동쪽에서 서쪽으로 470m, 북쪽에서 남쪽으로 220m이다. 섬의 가장 높은 지점은 해발 423m 또는 406m의 호수 높이 17m이다. 보호구역이므로 수영, 캠핑 및 기타 여가활동을 금지한다.
알프스가 형성되면서 리켄 산맥과 엣첼 산맥 사이의 유역의 화석화된 퇴적물 물질이 펼쳐졌다. 라퍼스빌의 린덴호프 언덕이나 우프나우, 뤼첼라우 및 하일리크휘슬리섬을 형성하는 전형적인 암석 띠가 생겨났다. 마지막 빙하기 동안 이 섬은 두꺼운 얼음층 아래에 있었다. 우프나우는 두 개의 평행한 암석 능선으로 구성되어 있다. 남쪽에 있는 단단한 역암층과 빙하에 의해 퇴적된 상태에서 살아남은 북부 사암 능선이다.

## 교통
첫 번째 증기선은 1857년에 북쪽 해안에 정박했다. 15년 후 남쪽에 상륙 게이트가 건설되었으며, 1881년에 현재의 관광용 선박 게이트가 북쪽에 설치되었다. 남쪽 선박 게이트는 개인 소유의 모터보트와 범선 요트에 사용되는 작은 항구의 위치를 제공했다.
취리히제-해운회사(ZSG)에서 운영하는 관광 보트 여행은 취리히-뷔르클리플라츠와 라퍼스빌 사이를 항해한다.

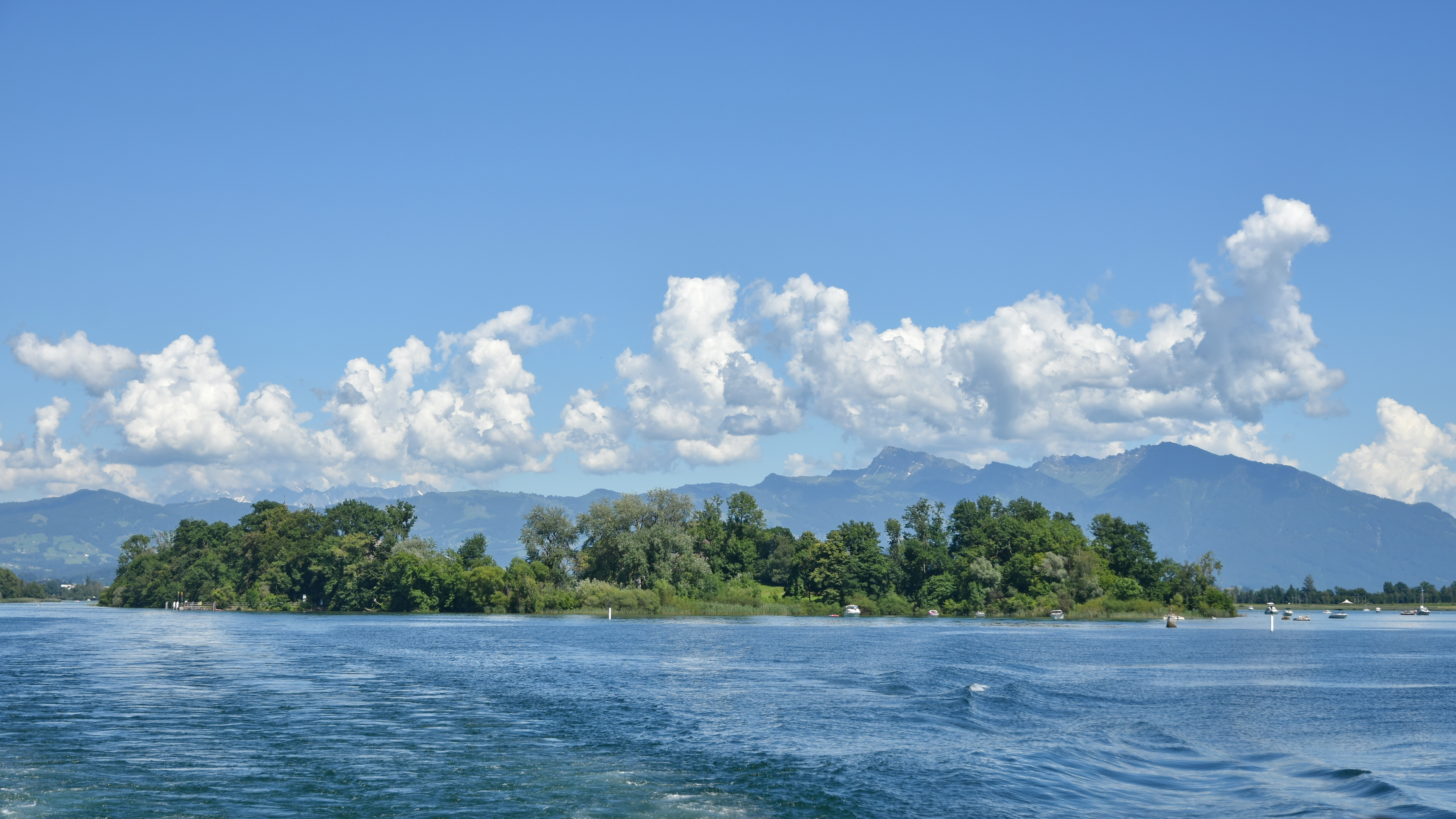
MS 헬베티아에서 본 우페나우 섬의 서쪽 풍경
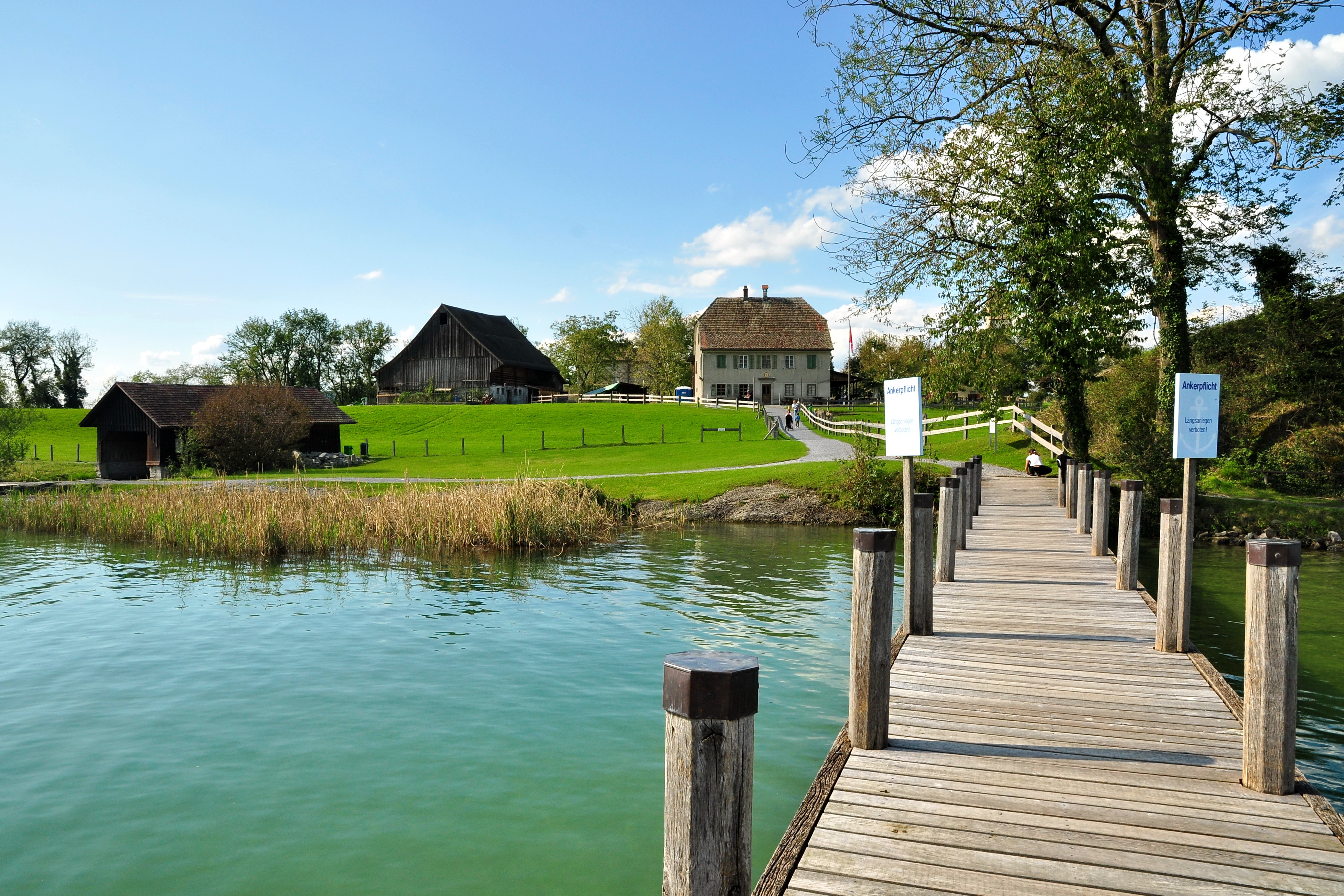
남쪽에서 본 우페나우는 개인적으로 사용하던 부두이다.
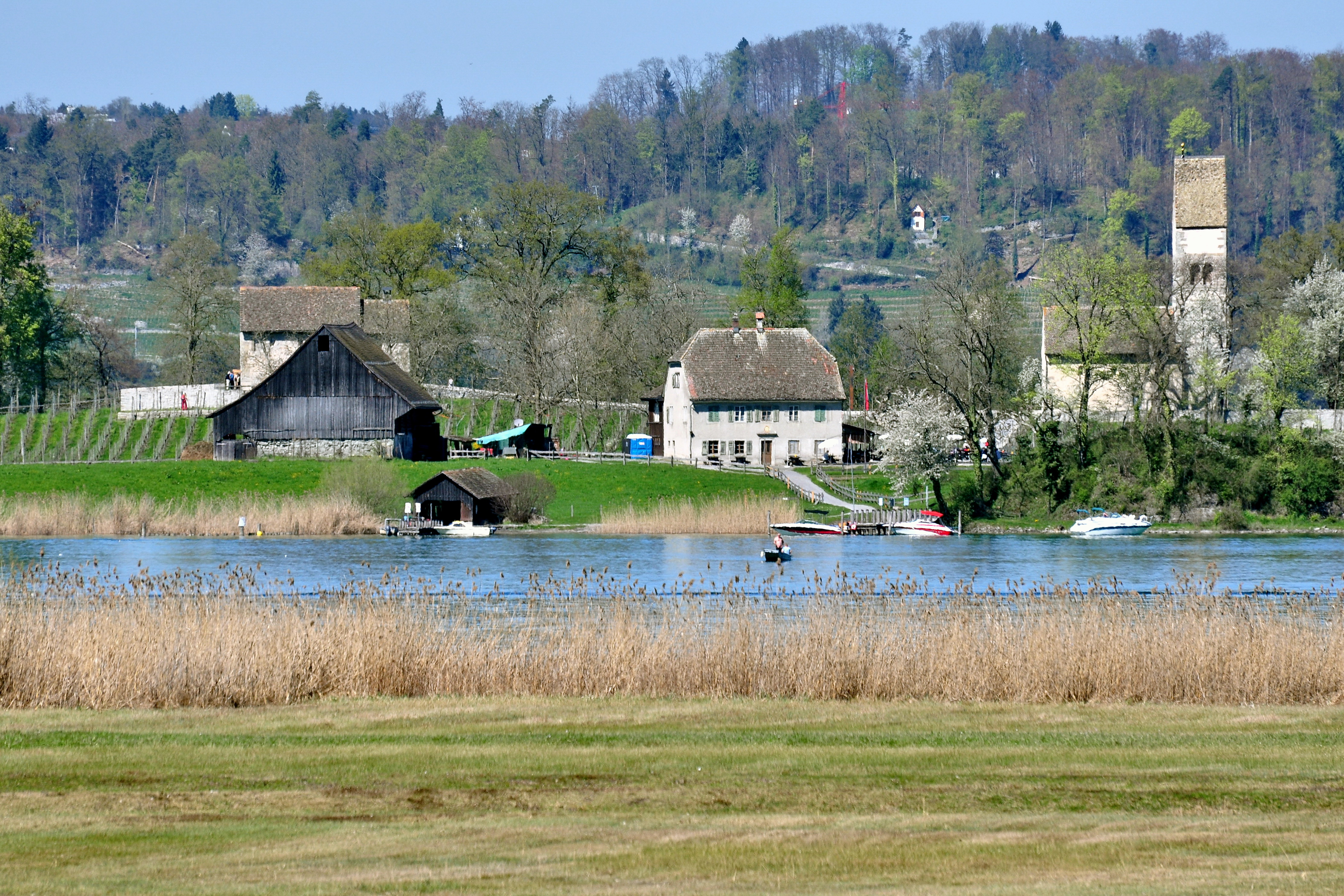
프라우엔빈켈 보호 구역에서 본 우페나우
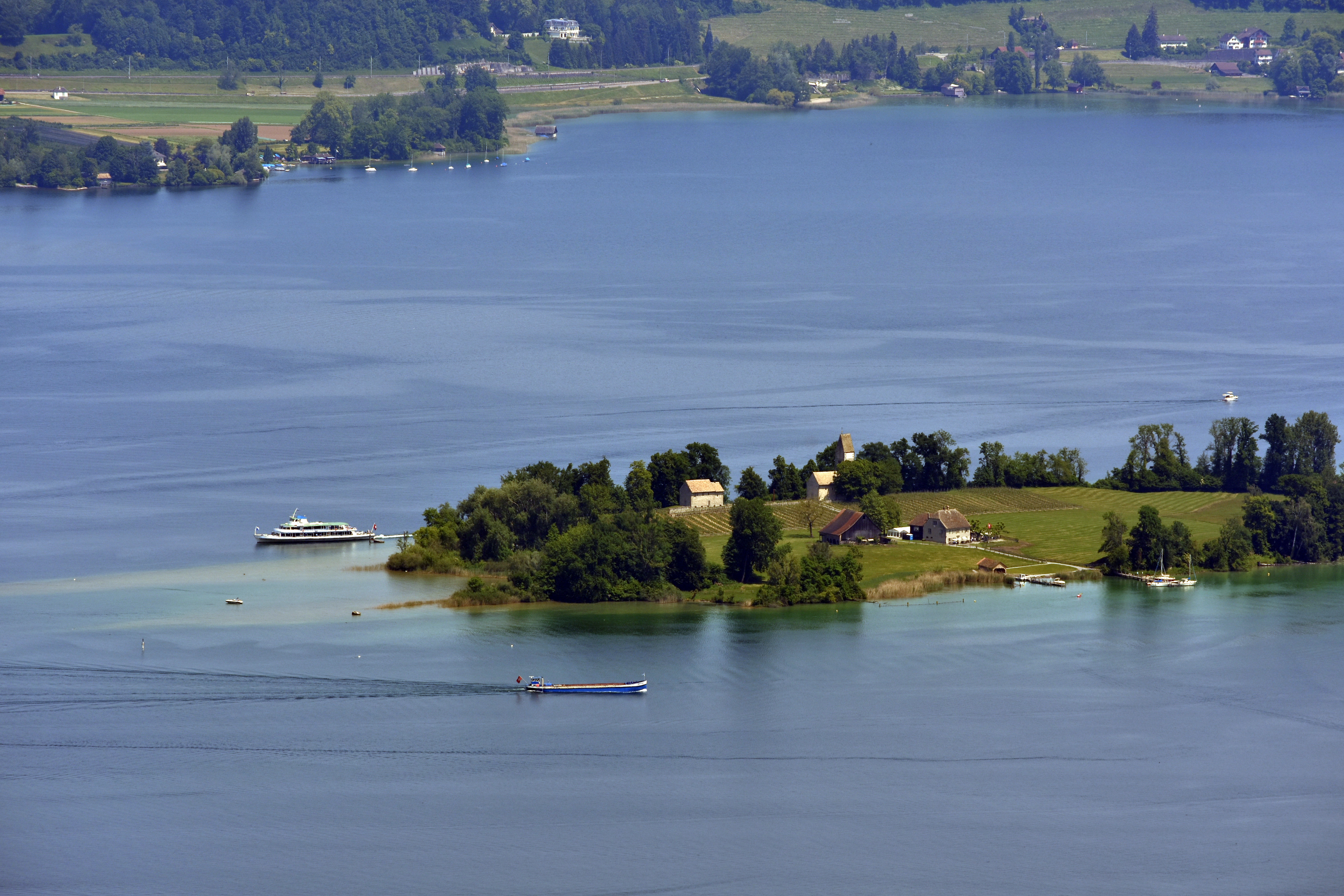
에첼 쿨름 쪽으로 포이지스베르크에서 본 우페나우

## 역사
1세기와 2세기에 로마 사원의 유적은 연대가 지정되어 스위스 고원을 알라만 제국이 점령하는 동안 파손되었다. 5~6세기에 로마 시대 이전의 이 신성한 지역에 최초의 기독교 교회가 세워졌다. 우페나우는 741년에 «Hupinauia»로 처음 언급되었으며, 744년에는 후판 Huppan 또는 Huphan의 섬인 «Ubinauvia»로 언급되었다. 아마도 900년에서 920년 사이에 초기 기독교 교회는 훈족에 의해 파괴되었다. 965년 1월 23일, 오토 1세는 이 섬을 여전히 소유주인 아인지델른 수도원에 양도했다. 926년 또는 몇 년 후, 성 베드로 & 바울 교회의 선행 건물은 훈족 귀족 여성 레긴린다와 슈바벤의 공작 부르크하르트 2세가 준 것이며, 그녀와 아들 아달리히를 위한 집도 있었다. 레긴린다는 958년에 사망하여 아인지델른에 묻혔다. 973년 후에 성 아달리히(1659년 시성)가 우페나우에서 사망했다.
서기 981년, 린덴호프 언덕의 포도밭과 라퍼스빌에 소위 아인지들러하우스(Einsiedlerhouse)에 있었던 것으로 추정되는 10세기 선착장은 호숫가의 켐프라텐과 뤼첼라우, 우페나우 섬 사이에 있었고, 아인지델른으로 향하는 순례자들이 선사 시대 다리 이전에 호수를 건널 수 있게 해주었던 것으로 추정된다. 제담 지협의 선사 시대 다리가 1358년에 재건되기 전에는 호수를 건너기 위해 아인지델른 방향으로 갔다. 1798년 헬베티아 공화국은 아인지델른 수도원의 재산을 세속화했고, 우페나우는 얼마 가지 못하고 폐지된 린트주에 양도되었다. 1805년에 우페나우는 상인 가문 쿠어티(Curti)에 의해 라퍼스빌에서 매입하여 아인지델른 수도원으로 기부되었다.
포도종인 5800 Vitis vinifera Blauburgunder (Pinot noir)가 1986년에 식재되었다. 아인지델른 수도원은 와이너리에서 재배되는 1ha의 우페나우 포도밭을 소유하고 있다.
2003년 12월 7일 우페나우 협회가 설립되었으며, 1년 후 우페나우 섬의 친구들(Freunde der Insel Ufnau)은 두 교회를 포함하여 섬에 위치한 건물의 유지 보수와 레스토랑의 리뉴얼을 위한 일부 프로젝트에 자금을 지원하는 지원 클럽이다. 섬 주변의 장애인을 위한 길(2007년 완공)과 침식 방지를 위한 섬 해안 지역의 재생을 포함하여, ‘침묵의 섬’(Insel der Stille)이라는 오랜 아이디어를 지원한다.

## 성 베드로와 바울 교회와 성 마틴 예배당

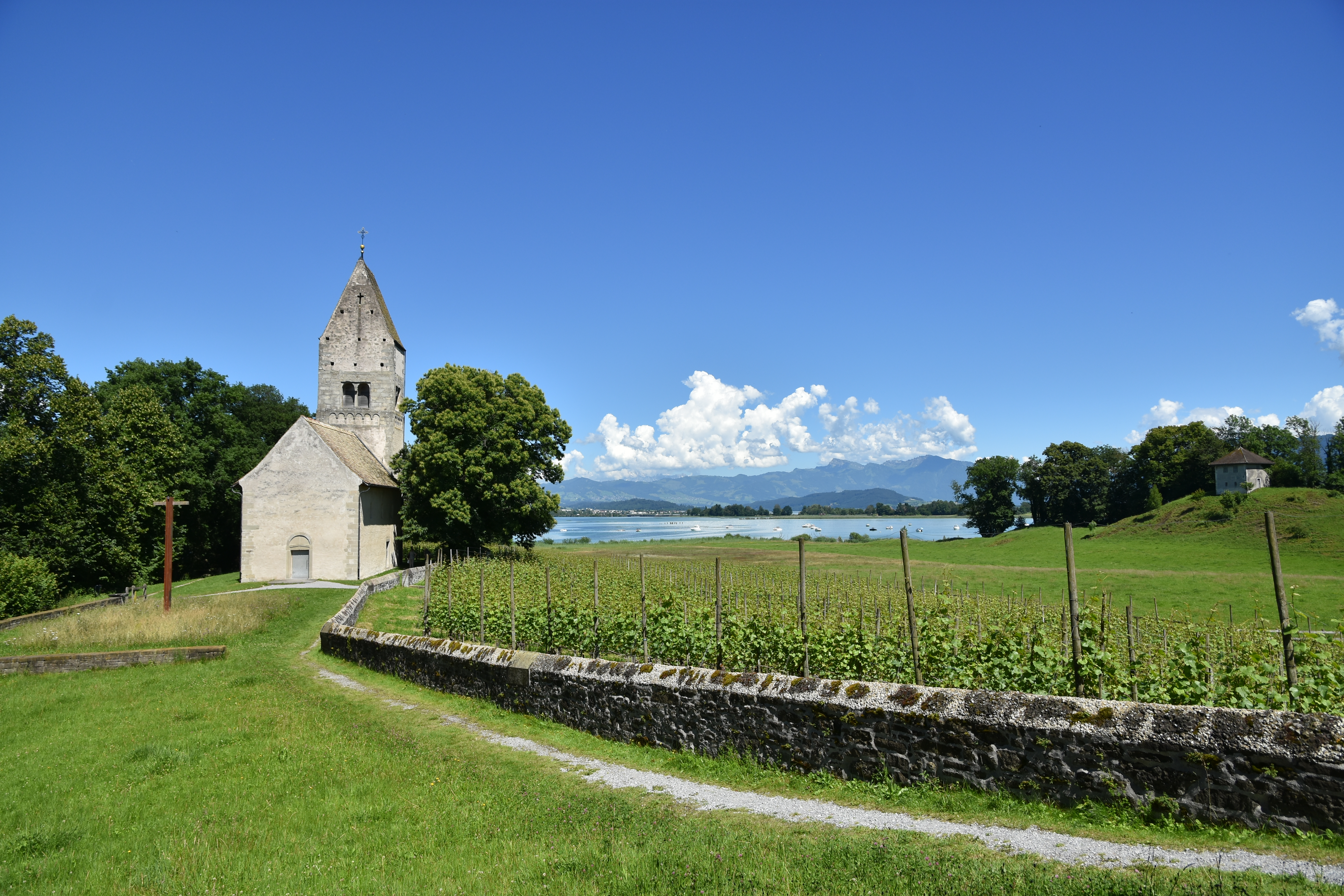
성 베드로와 바울 교회

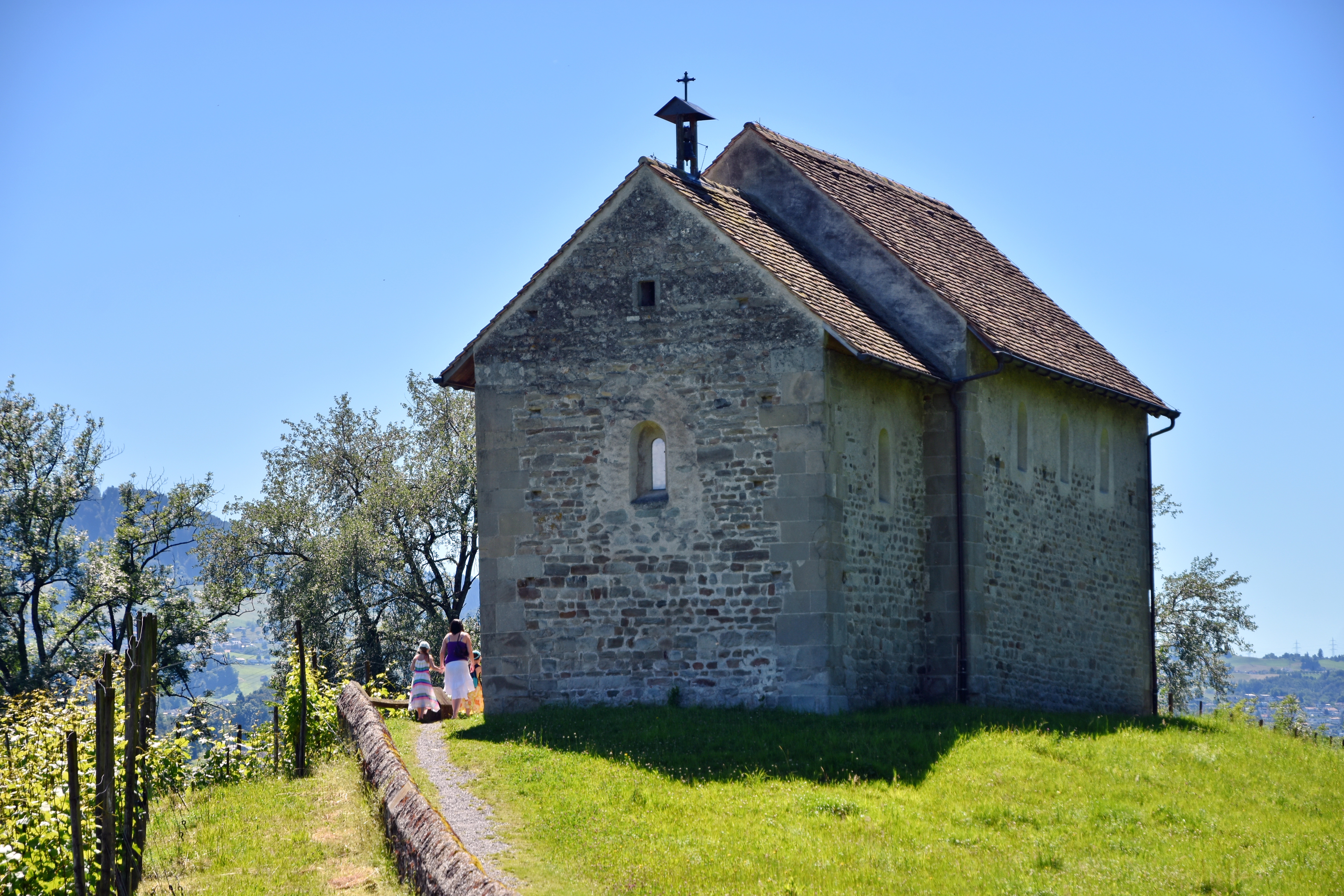
성 마르틴 예배당

현재의 성 베드로 & 바울 교회는 1141/42(970년에 처음 언급됨)에 지어졌으며, 1958/59년에 재건되었다. 수백 년 동안 취리히 호수 상류의 주변 마을에 사는 사람들을 위한 교구 교회였다. 1522년 울리히 츠빙글리의 절친한 친구인 한스 클라러 «쉬네크»는 우페나우에서 목사로 봉사했다. 1년 후, 클라러는 츠빙글리를 설득하여 울리히 폰 후텐을 우페나우로 피신시켰다. 1968년 그의 유해가 확인되자, 1970년 성 베드로 바울 교회 옆 묘비 밑에 묻혔다. 섬에서 망명한 후텐의 2년은 콘라드 페르디낭 마이어(Conrad Ferdinand Meyer)에 의해 후텐의 마지막 날(Huttens letzte Tage)에서 불후의 명성을 얻다.
몇 미터 떨어진 성 마틴 예배당은 7세기에 지어진 것이다. 1933/34년과 1964/65년에 갱신되었다. 성 마틴 예배당은 2세기로 거슬러 올라가는 이전 갈로-로마인 사원의 유적 위에 세워졌다. 14세기 초까지 두 교회는 취리히 호수 주변에 흩어져 있는 지역 사회의 중요한 문화 및 지적 중심지이기도 했다. 후르덴으로 가는 작은 목조 다리는 1430년까지 언급되었으며, 우페나우 교회로 가는 길(Kilchweg in die Uffnow)을 의미한다.

## 2016–2018 재건

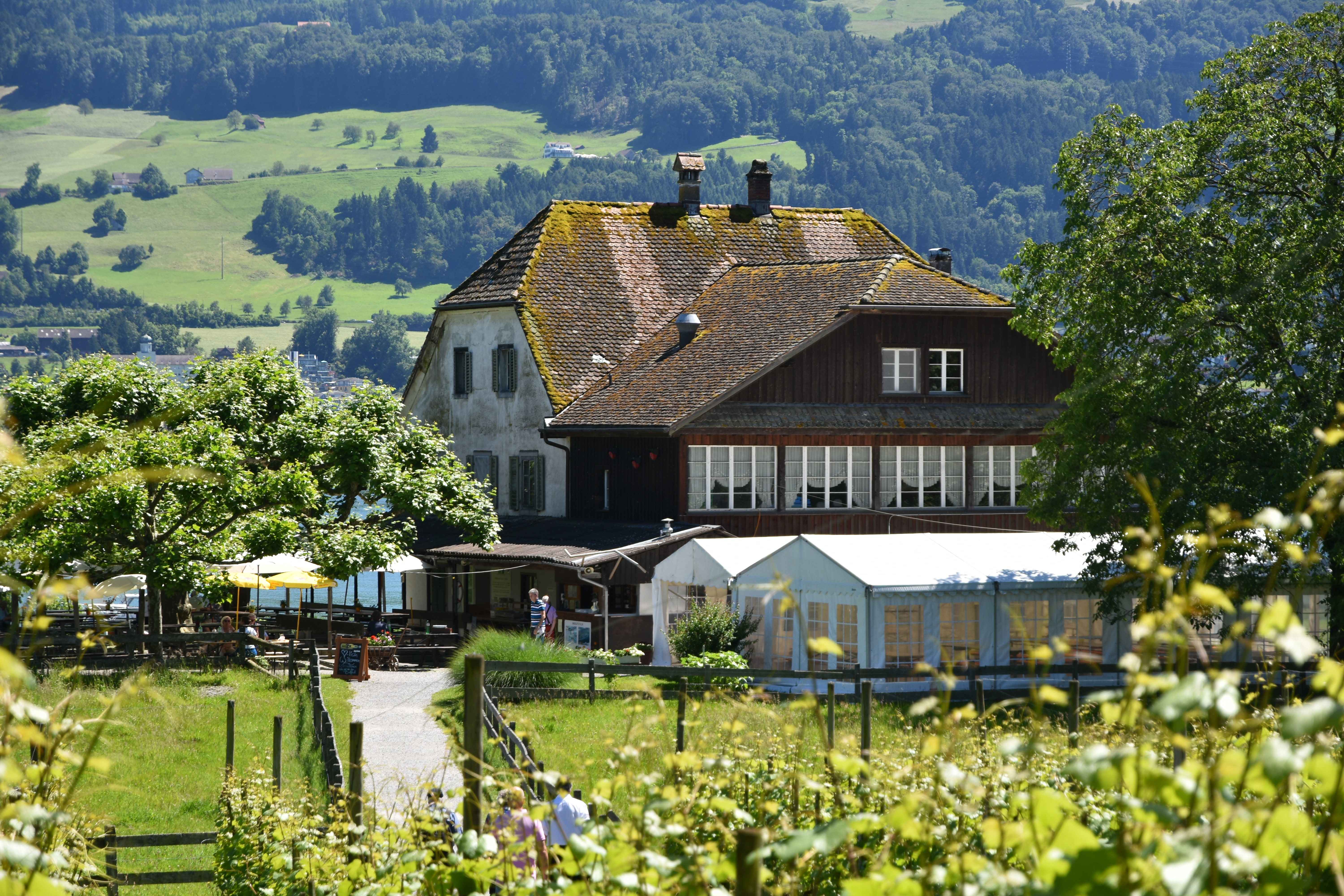
Zu den zwei Raben 여인숙, 2016년 6월

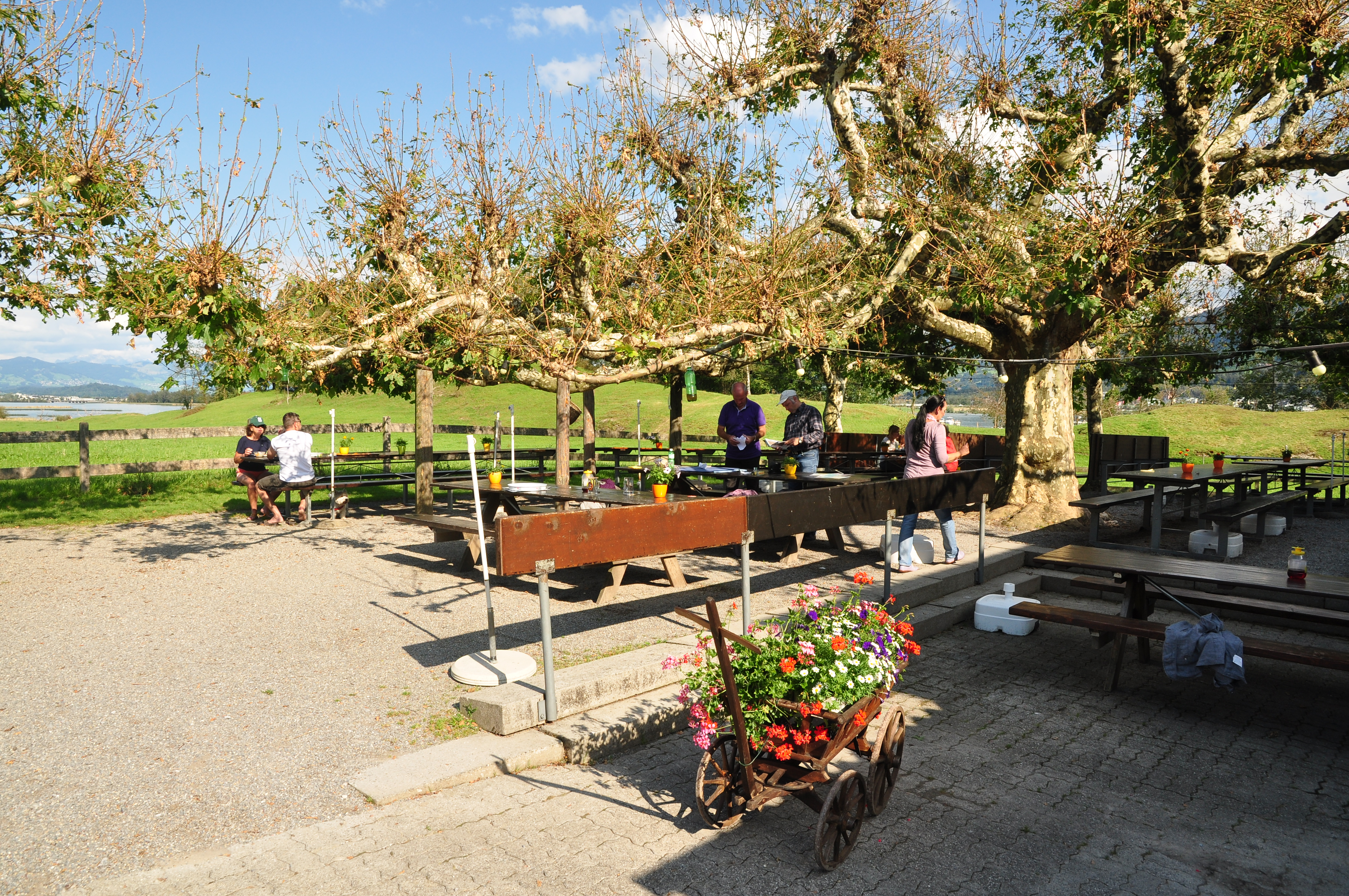

2015년 3월 21일, 아인지델른 수도원의 수도사들은 우페나우의 건물을 개조하기로 결정했다. 그중 가장 눈에 띄는 것은 1681년에 지어진 ‘두 까마귀의 집’(Haus zu den zwei Raben)으로 2007년부터 레스토랑을 운영하고 있다. 수도원은 2015년 8월 14일 계획 신청서를 제출했으며 총비용은 650만 스위스 프랑으로 추정되며, 건축가 피우스 비에리(Pius Bieri)와 프랑크 로스코텐(Frank Roskothen)을 고용하여 작업을 이끌었다. 신청서는 2015년 10월 8일에 승인되었으며, 그 직후에 시작되었다. 작업 비용은 700만 스위스 프랑(CHF)이며, 이 중 400만 프랑은 우페나우 섬의 친구들, 프라이엔바흐 시정촌, 슈비츠주에서 징수했다. 누락된 자금에 대해 아인지델른 수도원은 건설 비용의 상당 부분을 인수하는 데 동의했다. 이 섬은 2018년 초에 보수 공사가 완료될 때까지 대중에게 공개되지 않았으며 23일 공식적으로 재개장했다.

## 문화유산
Ufnau – 철자가 정확히 ‘Ufnau’지만, ‘Ufenau’가 일반적으로 사용된다. 그리고 프라우엔빈켈 지역은 1927년에 보존되었다. 1993년 이후 우페나우는 ‘비범한 아름다움과 늪지 환경’으로 국가중요문화재가 되었다. 우페나우와 그 두 교회는 스위스 국가 및 지역 중요 문화재 목록에 등재되어 있으며 국가적으로 중요한 A 등급 대상이다.